# Forêts tempérées du Sud-Est australien
Localisation
Les forêts tempérées du Sud-Est australien forment une écorégion définie par le fonds mondial pour la Nature (WWF). Il couvre une part importante du territoire de la capitale australienne, de la Nouvelle-Galles du Sud et du Victoria. Elle appartient à l'écozone australasienne et au biome des forêts tempérées décidues et mixtes. 

## Protection
12,6% de la surface de l'écorégion sont couverts par des aires protégées ; une part importante des parcs nationaux de la Nouvelle-Galles du Sud et du Victoria y sont situés.

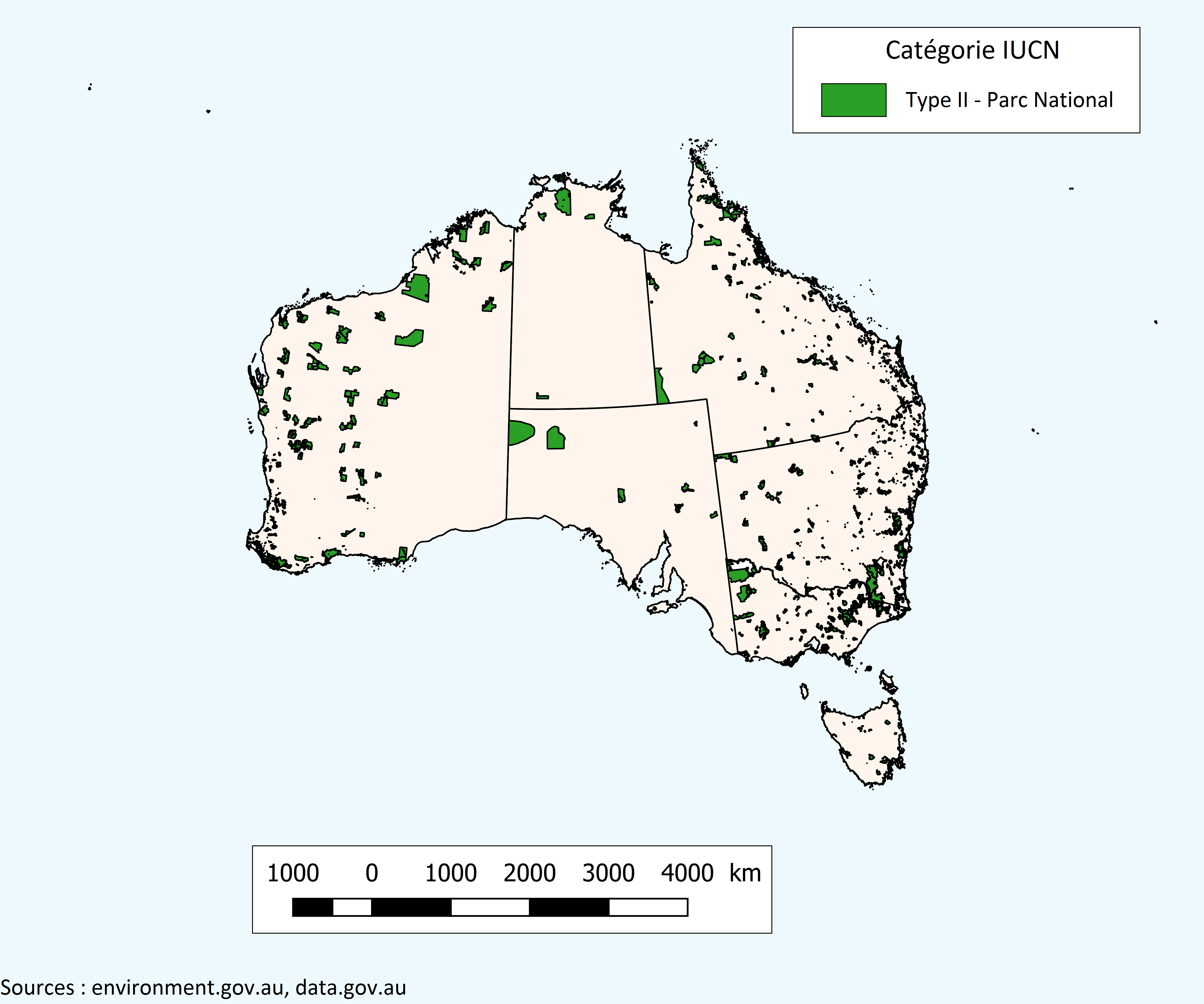
Carte des parcs nationaux d'Australie.